# HMS Prince (1670)
Pour les autres navires du même nom, voir HMS Prince et HMS Royal William.
Le HMS Prince (également connu sous le nom de HMS Royal Prince) est un vaisseau de ligne de premier rang de 100 canons de la Royal Navy. Construit par le maître-charpentier Phineas Pett II au chantiers navals de Deptford Dockyard et lancé en 1670. Une maquette (aujourd'hui exposée au Science Museum de Londres) et une gravure de Willem Van de Velde l'Ancien (au Rijksmuseum Amsterdam) donnent une bonne impression de ce à qui ressemblait ce vaisseau. Sa poupe, en particulier, était décorée avec des sculptures dorées.
Pendant la Troisième guerre anglo-néerlandaise, il sert de vaisseau amiral au futur roi Jacques II, alors duc d'York et Lord High Admiral. Pendant la bataille de Solebay (1672), il est au centre de la ligne de bataille de la flotte anglaise lorsqu'il est attaqué par le centre hollandais commandé par le luitenant-admiraal Michiel de Ruyter. Le Prince est gravement endommagé par le vaisseau amiral de Ruyter, le De Zeven Provinciën après un combat de deux heures, et le Captain of the Fleet Sir John Cox est tué à bord. Le duc d'York est contraint de déplacer son pavillon à bord du HMS St Michael. Cependant, le commandant en second du Prince, John Narborough, se conduit avec un courage tel qu'il gagne les faveurs du roi et est fait chevalier peu de temps après.
Le HMS Prince est reconstruit par Robert Lee aux chantiers navals de Chatham Dockyard en 1692, et rebaptisé à la même époque HMS Royal William. Pendant la guerre de la Ligue d'Augsbourg, il combat à la bataille de Barfleur le 19 mai 1692. Le Prince appartient alors à l'Escadre rouge et porte le pavillon du Rear Admiral of the Red Sir Cloudesley Shovell. Il est le premier vaisseau à traverser la ligne française.
Il est reconstruit une deuxième fois par John Naish au Portsmouth Dockyard à partir de 1714, et lancé le 3 septembre 1719. Il retourne en cale sèche et ne reprend pas de service avant d'être réduit en vaisseau de 84 canons de deuxième rang en 1756. L'année suivante, il prend part à une expédition contre la ville de Rochefort conduit par l'Admiral Sir Edward Hawke. Son escadre, placée sous le Vice-Admiral Charles Knowles, attaque l'île d'Aix et force sa garnison à se rendre. En 1758, il participe au siège imposé par les forces d'Edward Boscawen et de James Wolfe sur la forteresse de Louisbourg (Nouvelle-Écosse) et à un combat indécis contre une escadre française. L'année suivante, le Royal William retourne au Canada sous le captain Hugh Pigot pour se livrer à l'attaque de Québec. Après la bataille des plaines d'Abraham et la prise de la ville, il retourne en Angleterre avec la dépouille du général Wolfe. En 1760, le Royal William est le vaisseau amiral de l'amiral Boscawen lorsque ce dernier prend le commandement de la flotte en baie de Quiberon. Cependant, après une importante tempête il est contraint de déplacer son pavillon à bord du HMS Namur. Pendant le raid sur Belle-Île-en-Mer de 1761, il est détaché avec plusieurs autres vaisseaux pour croiser au large de Brest afin d'éviter tout contre-attaque française à partir de ce port. 
La guerre de Sept Ans est le dernier conflit au cours duquel le Royal William joue un rôle actif. Il est démantelé en 1813.

## Sources et bibliographie
- (en) Cet article est partiellement ou en totalité issu de l’article de Wikipédia en anglais intitulé « HMS Prince (1670) » (voir la liste des auteurs).
- (en) Brian Lavery, The Ship of the Line, vol. 1: The development of the battlefleet 1650-1850, Conway Maritime Press, 2003 (ISBN 0-85177-252-8)